# Колганов, Александр Васильевич
Александр Васильевич Колганов (род. 1 января 1949, хут. Фомин Заветинского района Ростовской области) — советский и российский учёный в области мелиорации земель, доктор технических наук, профессор, депутат Съезда народных депутатов России (1990—1993), заместитель министра сельского хозяйства Российской Федерации (1993—2001).

## Биография
После окончания Заветинской средней школы в 1966 году поступил в Новочеркасский инженерно-мелиоративный институт, который окончил в 1971 году по специальности инженер-гидротехник. После окончания института А. В. Колганов был направлен в распоряжение треста «Новосибирсксельхозводстрой», где работал мастером Чеминской ПМК. Отсюда был призван в ряды Советской Армии (1971-1972).
В 1973-1977 гг. — прораб, начальник Заветинского специализированного строительно-монтажного участка, а в 1977-1979 гг. — начальник Веселовской ПМК треста «Мелиоводстрой» (Ростовская область).
В 1979 году А. В. Колганов был командирован в республику Куба, где в течение двух лет работал специалистом «Главзарубежводстроя», оказывая техническую помощь в строительстве и эксплуатации мелиоративных объектов в провинции Ориенте (Сантьяго-де-Куба). По окончании командировки в 1981 году, Александр Васильевич назначен управляющим трестом «Ростовводремстрой» (г. Ростов-на-Дону).
В 1983 году А. В. Колганов был избран председателем Веселовского райисполкома совета народных депутатов (п. Веселый, Ростовская обл.). Работая в этой должности, А. В. Колганов зарекомендовал себя как энергичный, всесторонне подготовленный работник, требовательный руководитель.
А. В. Колганов окончил Высшую партийную школу в 1986 г., а в 1998 г. Российскую академию государственной службы при Президенте РФ.
В 1986 году Александр Васильевич назначается заведующим отделом мелиорации Ростовского обкома КПСС, курирует все областные мелиоративные организации, уделяя внимание повышению эффективности использования орошаемых земель. В 1988 году назначен начальником объединения «Ростовводмелиорация», которое занималось строительством и эксплуатацией объектов мелиоративного назначения. В 1990 году был избран депутатом Верховного Совета РСФСР.
С 1993 по 2001 гг. Александр Васильевич работал заместителем Министра сельского хозяйства Российской Федерации. Работая в Министерстве, был членом 12 межправительственных комиссий. По его инициативе РФ была восстановлена в Международной комиссии по ирригации и дренажу (МКИД).
С 2003 г. и по настоящее время работает в ФГБНУ «Российский НИИ проблем мелиорации», занимал должности заместителя директора по науке, главного научного сотрудника (в настоящее время).

## Научная деятельность
В 1995 г. защитил диссертацию на соискание ученой степени кандидата наук по специальности «Сельскохозяйственная мелиорация», а в 2000 г. — доктора наук по специальности «Мелиорация, рекультивация и охрана земель». Имеет ученое звание профессор.
Колганов А. В. является автором более 250 научных работ в ведущих научных отечественных изданиях, из которых 27 книг и монографий. Наукометрический показатель — индекс Хирша по Российской базе РИНЦ составляет 24.
При его непосредственном участии была разработана теория эксплуатационной надежности и повышения работоспособности дренажа на орошаемых землях. Представлена комплексная оценка технического состояния гидромелиоративных систем.
Колганов А. В. лично и неоднократно участвовал в натурных обследованиях гидромелиоративных систем и экспедициях. Руководил строительством гидромелиоративных объектов (Багаевской, Азовской оросительных систем в Ростовской области и многих др.).
Активно участвовал в деятельности Международной комиссии по ирригации и дренажу, являлся членом Международного исполнительного совета. По его инициативе в Москве была проведена сессия МКИД. Являлся участником крупных конференций, симпозиумов и съездов, в том числе международных. Научные разработки с его участием неоднократно представлялись на Всероссийской выставке ВДНХ, где были удостоены золотых и серебряных медалей.
Одновременно с научной работой совмещал профессорскую деятельность — преподавал в Новочеркасской государственной мелиоративной академии (г. Новочеркасск).
Является автором более 120 авторских свидетельств и патентов на изобретения, некоторые из которых нашли практическое применение в агропромышленном комплексе страны, что подтверждено соответствующими актами внедрения.
Является главным редактором научного издания — «Мелиоративной энциклопедии», включающей 3649 терминов, охватывающих все разделы мелиорации, водного хозяйства (в трех томах, 1555 стр., доп. тираж 500 экз.).
Под его непосредственным руководством был подготовлен Закон «О мелиорации земель», Программа «Плодородие», усовершенствованная система управления мелиорацией РФ и другие правительственные программы.
В разные годы был членом диссертационных советов по защите кандидатских и докторских диссертаций. В настоящее время является председателем объединенного диссертационного совета на базе ФГБОУ ВО «НИМИ» Донской ГАУ и ФГБНУ «РосНИИПМ».

## Основные публикации
История мелиорации в России / Б. С. Маслов, А. В. Колганов, Г. Г. Гулюк, Е. П. Гусенков. Том 3. — Москва : Росинформагротех, 2005. — 260 с. — ISBN 5-7367-0346-7.
Развитие мелиорации земель сельскохозяйственного назначения в России / А. В. Колганов, Н. В. Сухой, В. Н. Шкура, В. Н. Щедрин. — Новочеркасск : Российский научно-исследовательский институт проблем мелиорации, 2016. — 222 с. — ISBN 978-5-9907461-2-1.
Оросительные системы России: от поколения к поколению : Монография. В двух частях / В. Н. Щедрин, А. В. Колганов, С. М. Васильев, А. А. Чураев. Том Часть 1. — Новочеркасск: Российский научно-исследовательский институт проблем мелиорации, 2013. — 283 с. — ISBN 5-93542-042-2.
Щедрин, В. Н. Эксплуатационная надежность оросительных систем / В. Н. Щедрин, Ю. М. Косиченко, А. В. Колганов. — Москва : Росинформагротех, 2005. — 388 с. — ISBN 5-7367-0508-7.
Колганов, А. В. Водохозяйственный комплекс Южного федерального округа: современное состояние, проблемы управления / А. В. Колганов // Мелиорация и водное хозяйство. — 2006. — № 5. — С. 2-4.
Словарь-справочник гидротехника-мелиоратора : Словарь-справочник. В двух частях. Том Часть 2. — Новочеркасск : Российский научно-исследовательский институт проблем мелиорации, 2014. — 432 с.
Колганов, А. В. Гидравлическая эффективность и надежность оросительных каналов / А. В. Колганов, Ю. М. Косиченко. — Москва : Рома, 1997. — 160 с.

## Награды
Александр Васильевич Колганов имеет звание «Заслуженный мелиоратор Российской Федерации», награжден медалями «За трудовое отличие», 4-мя золотыми медалями ВДНХ, медаль «850-летия Москвы».